# Río Bostibaieta
El río Bostibaieta o río Amárita es un curso de agua del norte de la península ibérica, afluente del río Urquiola. Discurre por la provincia de Álava.

## Curso
El río, cuyo nombre hace referencia en euskera a la confluencia de cinco ríos, nace en el monte de la Cruceta, en Villarreal de Álava. Tras recorrer sus términos, se incorpora cerca del monte Zarragoa, en las inmediaciones de Mendívil, al río Urquiola y ambos desembocan juntos luego en el Zadorra.
Aparece descrito en el cuarto volumen del Diccionario geográfico-estadístico-histórico de España y sus posesiones de Ultramar de Pascual Madoz con las siguientes palabras:

BOSTIBAYETA: riach. de la prov. de Alava, que nace en las montañas llamadas de Curceta, jurisd. de Villareal (part. jud. de Vitoria). Durante su curso de N. á S. tiene 7 puentes, 3 de ellos de madera y 4 de piedra; da impulso á una ferreria y riega el térm. de la espresada v., que deja á la der., confluyendo á 1/4 de leg. mas bajo de la misma y cerca del l. de Urrunaga, en el r. Sta. Marina ó Amorechueta (V.). Abunda en truchas, loinas, barbos, anguilas, cangrejos y otros peces menudos.
(Madoz, 1846, p. 419)

Las aguas del río, perteneciente a la cuenca hidrográfica del Ebro, acaban vertidas en el mar Mediterráneo.